# پیز آوات
پیز آوات (به لاتین: Piz Avat) یک کوه در سوئیس است که در کانتون گراوبوندن واقع شده‌است. پیز آوات ۲٬۹۱۰ متر بالاتر از سطح دریا واقع شده‌است.